# Campionati mondiali di judo 2011
I Campionati mondiali di judo 2011 si sono svolti al Palais Omnisports de Paris-Bercy di Parigi (Francia) dal 23 al 28 agosto 2011. La nazione regina della manifestazione è la Francia che ha collezionato 7 medaglie, 6 d'oro e 1 di bronzo.

## Calendario
| Data      | Orario | categoria      |
| --------- | ------ | -------------- |
| 23 agosto | 15:30  | Uomini –60 kg  |
| 23 agosto | 15:30  | Uomini –66 kg  |
| 23 agosto | 15:30  | Donne –48 kg   |
| 24 agosto | 15:30  | Uomini –73 kg  |
| 24 agosto | 15:30  | Donne –52 kg   |
| 24 agosto | 15:30  | Donne –57 kg   |
| 25 agosto | 15:30  | Uomini –81 kg  |
| 25 agosto | 15:30  | Donne –63 kg   |
| 26 agosto | 15:30  | Uomini –90 kg  |
| 26 agosto | 15:30  | Donne –70 kg   |
| 26 agosto | 15:30  | Donne –78 kg   |
| 27 agosto | 15:30  | Uomini –100 kg |
| 27 agosto | 15:30  | Uomini +100 kg |
| 27 agosto | 15:30  | Donne +78 kg   |
| 28 agosto | 15:00  | Uomini squadra |
| 28 agosto | 15:00  | Donne squadra  |

## Risultati

### Uomini
| Evento                   | Oro              | Argento           | Bronzo                            |
| fino a 60 kg (dettagli)  | Rishod Sobirov   | Hiroaki Hiraoka   | Ilgar Mushkiyev Heorhij Zantaraja |
| fino a 66 kg (dettagli)  | Masashi Ebinuma  | Leandro Cunha     | Jun-Ho Cho Musa Moguškov          |
| fino a 73 kg (dettagli)  | Riki Nakaya      | Dex Elmont        | Navruz Jurakobilov Ugo Legrand    |
| fino a 81 kg (dettagli)  | Kim Jae-Bum      | Srdjan Mrvaljevic | Leandro Guilheiro Sergiu Toma     |
| fino a 90 kg (dettagli)  | Īlias Īliadīs    | Daiki Nishiyama   | Takashi Ono Asley González        |
| fino a 100 kg (dettagli) | Tagir Chajbulaev | Maxim Rakov       | Irak'li Tsirek'idze Lukáš Krpálek |
| oltre 100 kg (dettagli)  | Teddy Riner      | Andreas Toelzer   | Aleksandr Michajlin Sung-Min Kim  |
| Squadra (dettagli)       | Francia          | Brasile           | Corea del Sud Giappone            |

### Donne
| Evento                  | Oro             | Argento       | Bronzo                           |
| fino a 48 kg (dettagli) | Haruna Asami    | Tomoko Fukumi | Éva Csernoviczki Sarah Menezes   |
| fino a 52 kg (dettagli) | Misato Nakamura | Yuka Nishida  | Ana Carrascosa Andreea Chitu     |
| fino a 57 kg (dettagli) | Aiko Sato       | Rafaela Silva | Corina Căprioriu Kaori Matsumoto |
| fino a 63 kg (dettagli) | Gévrise Émane   | Yoshie Ueno   | Anicka Van Emden Urška Žolnir    |
| fino a 70 kg (dettagli) | Lucie Decosse   | Edith Bosch   | Yoriko Kunihara Anett Mészáros   |
| fino a 78 kg (dettagli) | Audrey Tcheuméo | Akari Ogata   | Kayla Harrison Mayra Aguiar      |
| oltre 78 kg (dettagli)  | Wen Tong        | Qian Qin      | Mika Sugimoto Elena Ivaščenko    |
| Squadra (dettagli)      | Francia         | Giappone      | Germania Cuba                    |

## Medagliere
| Posizione | Paese         | Oro | Argento | Bronzo | Totale |
| --------- | ------------- | --- | ------- | ------ | ------ |
| 1         | Francia       | 6   | 0       | 1      | 7      |
| 2         | Giappone      | 5   | 7       | 5      | 17     |
| 3         | Cina          | 1   | 1       | 0      | 2      |
| 4         | Russia        | 1   | 0       | 3      | 4      |
| 4         | Corea del Sud | 1   | 0       | 3      | 4      |
| 6         | Uzbekistan    | 1   | 0       | 1      | 2      |
| 7         | Grecia        | 1   | 0       | 0      | 1      |
| 8         | Brasile       | 0   | 2       | 3      | 5      |
| 9         | Paesi Bassi   | 0   | 2       | 1      | 3      |
| 10        | Germania      | 0   | 1       | 1      | 2      |
| 11        | Kazakistan    | 0   | 1       | 0      | 1      |
| 11        | Montenegro    | 0   | 1       | 0      | 1      |
| 13        | Cuba          | 0   | 0       | 2      | 2      |
| 13        | Ungheria      | 0   | 0       | 2      | 2      |
| 13        | Romania       | 0   | 0       | 2      | 2      |
| 16        | Rep. Ceca     | 0   | 0       | 1      | 1      |
| 16        | Spagna        | 0   | 0       | 1      | 1      |
| 16        | Georgia       | 0   | 0       | 1      | 1      |
| 16        | Moldavia      | 0   | 0       | 1      | 1      |
| 16        | Slovenia      | 0   | 0       | 1      | 1      |
| 16        | Ucraina       | 0   | 0       | 1      | 1      |
| 16        | Stati Uniti   | 0   | 0       | 1      | 1      |
| Totale    | Totale        | 16  | 16      | 32     | 64     |